# 96254 Hoyo
96254 Hoyo este un asteroid din centura principală de asteroizi.

## Descriere
96254 Hoyo este un asteroid din centura principală de asteroizi. A fost descoperit pe 27 februarie 1995 la Kuma Kogen de Akimasa Nakamura. Asteroidul prezintă o orbită caracterizată de o semiaxă mare de 2,28 ua, o excentricitate de 0,11 și o înclinație de 3,5° în raport cu ecliptica.